# Kính nhi viễn chi
Kính nhi viễn chi là thành ngữ Hán Việt, được dịch lại từ thành ngữ "敬而遠之"(kính nhi viễn chi) trong tiếng Trung.
Thành ngữ này có nguồn gốc từ một câu nói của Khổng Tử trong "Luận ngữ - Ung dã" (論語·雍也): 
Vụ dân chi nghĩa, kính quỷ thần nhi viễn chi, khả vị tri hĩ"(務民之義，敬鬼神而遠之，可謂知矣。). 
Tạm dịch như sau: 
Làm việc nghĩa, có ích cho dân, tuy phải kính trọng quỷ thần (ý nói bề trên) nhưng không cầu cạnh quỷ thần, mà nên tránh xa quỷ thần, đó là trí. 
Có thể nói rằng, "Kính nhi viễn chi" chính là cách nói rút gọn từ câu "Kính quỷ thần nhi viễn chi"（敬鬼神而遠之）.
Ngày nay, trong tiếng Việt, thành ngữ "kính nhi viễn chi" thường được dùng trong các trường hợp: Bề ngoài tỏ ra kính nể, tôn trọng một đối tượng nào đó, nhưng trên thực tế không muốn tiếp cận, gần gũi với đối tượng đó; hoặc thường dùng trong các trường hợp mỉa mai, châm biếm khi mình không muốn tiếp cận với một đối tượng nào đó. Ví dụ: 
Họ là những người có quyền uy thế lực, hô mưa hoán gió, giao du với họ là họa phúc vô lường, tôi chỉ dám "kính nhi viễn chi" thôi.